# Harrbäcksavan
Harrbäcksavan är en sjö i Piteå kommun i Norrbotten och ingår i Rosån-Alterälvens kustområde. Sjön har en area på 0,132 kvadratkilometer och ligger 2 meter över havet.

## Delavrinningsområde
Harrbäcksavan ingår i det delavrinningsområde (727141-176558) som SMHI kallar för Mynnar i havet. Medelhöjden är 17 meter över havet och ytan är 1,33 kvadratkilometer. Räknas de 5 avrinningsområdena uppströms in blir den ackumulerade arean 27,06 kvadratkilometer. Avrinningsområdets utflöde mynnar i havet. Avrinningsområdet består mestadels av skog (46 procent), öppen mark (15 procent) och jordbruk (25 procent). Avrinningsområdet har 0,34 kvadratkilometer vattenytor vilket ger det en sjöprocent på 4,4 procent. Bebyggelsen i området täcker en yta av 0,59 kvadratkilometer eller 8 procent av avrinningsområdet.